# Maurice Quentin de La Tour
Maurice Quentin de La Tour (født 5. september 1704 i Saint-Quentin, død 17. februar 1788 sammesteds) var en fransk portrætmaler, der bl.a. har portrætteret af Ludvig XV. Han var en virtuos i pastel.
La Tour blev elev af Jean-Jacques Spoëde i Paris, men uddannede sig mest på egen hånd, virkede hovedsagelig i Paris, en tid i England, 1766 i Holland, agreeredes 1737 ved Académie royale de peinture et de sculpture (malede i den anledning Jean Restout (1744) og Jacques Dumont le Romain (Louvre)), blev 1746 medlem af Akademiet, 1750 hofmaler, fik 1745 bolig i Louvre; hans nærværelse ved kongressen i Cambrai 1724 og den spanske ambassadørs interesse for ham ved den lejlighed er vistnok fantasi. Hans kunst indbragte ham stor formue, som han anvendte i kunstneriske og velgørende øjemed, bl.a. til en endnu bestående kunstner-pris og til stiftelsen af en tegneskole i sin fødeby, i hvilken by han, nu åndssløv, henlevede sine sidste år.
La Tour var portrætmaler, pastellen hans fornemste udtryksmiddel. Han debuterede på Salonen 1727 (Mm. Boucher, l'Auteur qui rit). Der gik stort ry af hans værker (kongen, hoffet, Ludvig XV, Maria Leszczyńska, Dauphin etc. i Louvre] sad for ham), særlig på grund af deres træffende lighed, og den fine verden bar over med den fejrede kunstners ofte ekscentrisk stødende væsen. La Tour var i sin fortryllende kunst den store fysiognomiker (Diderot kaldte ham den store magiker); hans interesse for at trænge ind i personligheden kunne dog med tiden blive næsten sygelig i den ængstelige omhu, hvormed han, utilfreds med resultatet, omarbejdede sine billeder, ofte til skade for deres oprindelige friskhed. I museet i Saint-Quentin findes talrige af La Tours værker (deriblandt Louis de Silvestre, Mm. Rougeau, maleren Charles Parrocel, De Bachery, den hollandsk-schweiziske forfatter Isabelle de Charrière (Belle van Zuylen), det udmærkede ungdomsarbejde: Abbé Huber læsende), mange i Louvre (deriblandt det store 1753 udstillede af Mme de Pompadour, der mødtes med ret stor kritik af datiden), Gemäldegalerie Alte Meister i Dresden og på franske provinsmuseer. Særlig kendte arbejder af La Tour er endvidere portrætterne af Voltaire (et fortrinligt udkast i Collection Jul. Strauss), Jean-Jacques Rousseau (flere, et i Musée d'art et d'histoire de Genève, 1750), det udmærkede hertugen af Villars (Musée Granet, Aix-en-Provence), selvportræt (Musée de Picardie) og l'Abbé Raynal.